# Milbanke Sound
Der Milbanke Sound ist ein zum Pazifik gehörendes Küstengewässer (Sund) in der kanadischen Provinz British Columbia.

## Geographie
Der Milbanke Sound erstreckt sich östlich des Queen Charlotte Sound mit Price Island im Westen, Swindle Island im Norden und der Inselgruppe Bardswell Group im Süden. Der Milbanke Sound ist einer der Hochseeabschnitte der Inside Passage mit dem Seaforth Channel im Osten und dem Finlayson Channel im Norden. Auch der Mathieson Channel hat Verbindung zum Milbanke Sound von Norden; er führt zum Schutzgebiet Fiordland Conservancy.
Auf den den Sund umgebenden Inseln gibt es eine Gruppe von fünf Vulkanen, die als Milbanke Sound Group bezeichnet werden.

## Geschichte
Traditionell ist das Gebiet des Milbanke Sound das Territorium des Volkes der Heiltsuk.:1062
Ende Juni 1788 fuhr der Pelzhändler Charles Duncan, Kapitän der Princess Royal, in den Milbanke Sound ein, ein damals unbekanntes Gewässer. Er verbrachte einige Tage mit dem Pelzhandel mit den Heiltsuk. Er benannte den Sund nach dem Vizeadmiral Mark Milbanke. Der Entdecker George Vancouver durchfuhr den Sund einige Jahre später. Ein Handelsschiff aus Boston, die Atahualpa, wurde 1805 von einer Gruppe Tlingit angegriffen; der Kapitän und einige Mitglieder der Mannschaft wurden dabei getötet.
Die Hudson’s Bay Company gründete 1833 Fort McLoughlin im Gebiet des Milbanke Sound. William Fraser Tolmie war von 1833 bis 1834 in dem Gebiet stationiert. Tolmie schrieb über den Pelzhandel im Gebiet, wobei er die Coast Tsimshian und die Heiltsuk als Betreiber nannte, die eine aus dem Kaigani- und dem Tshatshinni-Dialekt der Haida-Sprache sowie dem Englischen zusammengesetzte Pidgin-Sprache benutzten. Der Chinook Jargon, gewöhnlich in anderen Gegenden benutzt, war zu dieser Zeit am Sund wenig verbreitet. Das Fort wurde etwa zehn Jahre lang betrieben, dann verlassen; die Company eröffnete später an derselben Stelle einen kleinen Laden.
Um die Sicherheit des sich entwickelnden Reisens und der Schifffahrtslinien zu verbessern, wurde 1898 am Robb Point auf Ivory Island ein Leuchtturm gebaut.
In jüngerer Zeit wurden im Gebiet des Milbanke Sound archäologische Forschungen betrieben.

## Wirtschaft
Der Sund ist bei Sportfischern sehr beliebt.